# آلوین وان در مرو

چهره آلوین وان در مرو

 آلوین وان در مرو (انگلیسی: Alwyn Van der Merwe؛ زاده ۱۹۲۷) یک فیزیک‌دان است.